# Fort Resoli
Fort Resoli (Fuerte Resolí) bij Najayo Arriba werd in 1828 gebouwd op de top van de 670 meter hoge Loma de Cabezas de las Aguas, in de provincie San Cristóbal in de Dominicaanse Republiek. Het was bedoeld als uitkijk en waarschuwingspost voor het westelijk gebied van de hoofdstad Santo Domingo en ligt hemelsbreed 40 km ten westen hiervan, dit is 55 km van de oude stad (Zone Colonial).

## Geschiedenis
In 1822 vielen de Haïtianen de toenmalige Republiek Santo Domingo binnen. Door de nieuwe wetten en regels verlieten veel rijke Spaanstalige inwoners het eiland en namen hun rijkdom mee. Om deze migratie te verhinderen kreeg generaal Juan Bautista Richet de opdracht het Fuerte Resolu te bouwen. Hiermee had men ook meteen een verdedigingspunt tegen aanvallen vanaf zee, omdat een groot deel van de kust kon worden overzien. Later is het fort ook gebruikt als gevangenis voor tegenstanders van het Haïtiaanse regiem. Na 1844 is het fort in onbruik geraakt en vervallen tot een ruïne.

## Gebruik
Voor de berg worden ook namen gebruikt als: Loma Fort Resoli, Loma Fuerte Resolu en voor het fort: Fort Resoli, Fuerte Resolís, Fuerte Resolu en Cerro Fuerte Resolue.
Vanaf deze berg had men een vrij uitzicht tot de hoofdstad en kon men de belangrijkste plaatsen, de kust en de daaraan gelegen havens controleren. Vooral de haven van Haina, die tussen de hoofdstad en het fort ligt, was een belangrijk vertrekpunt van emigranten en een mogelijke landingsplaats voor aanvallen vanaf zee, omdat het uit het directe zicht van de hoofdstad lag.
Het is door het Haïtiaanse bewind ook gebruikt als gevangenis voor dissidenten en tegenstanders van het bewind.

## Huidige situatie
Tegenwoordig staan op de top van de berg ook vijf gebouwen, een satellietschotel en zeven antennemasten, die als communicatiecentrum en weerstation dienstdoen.
Van het fort is slechts een ruïne over waarvan de oppervlakte vijftien bij vijftien meter is. De resten van de muren hebben een hoogte van een tot twee meter vijftig met een herkenbare ingang. Binnen de resten van de muren is, tussen de begroeiing, nog iets van andere fundering zichtbaar. Men heeft een plan om de stad San Cristobal te promoten bij de toeristen, waarbij de restauratie van het fort een onderdeel vormt.

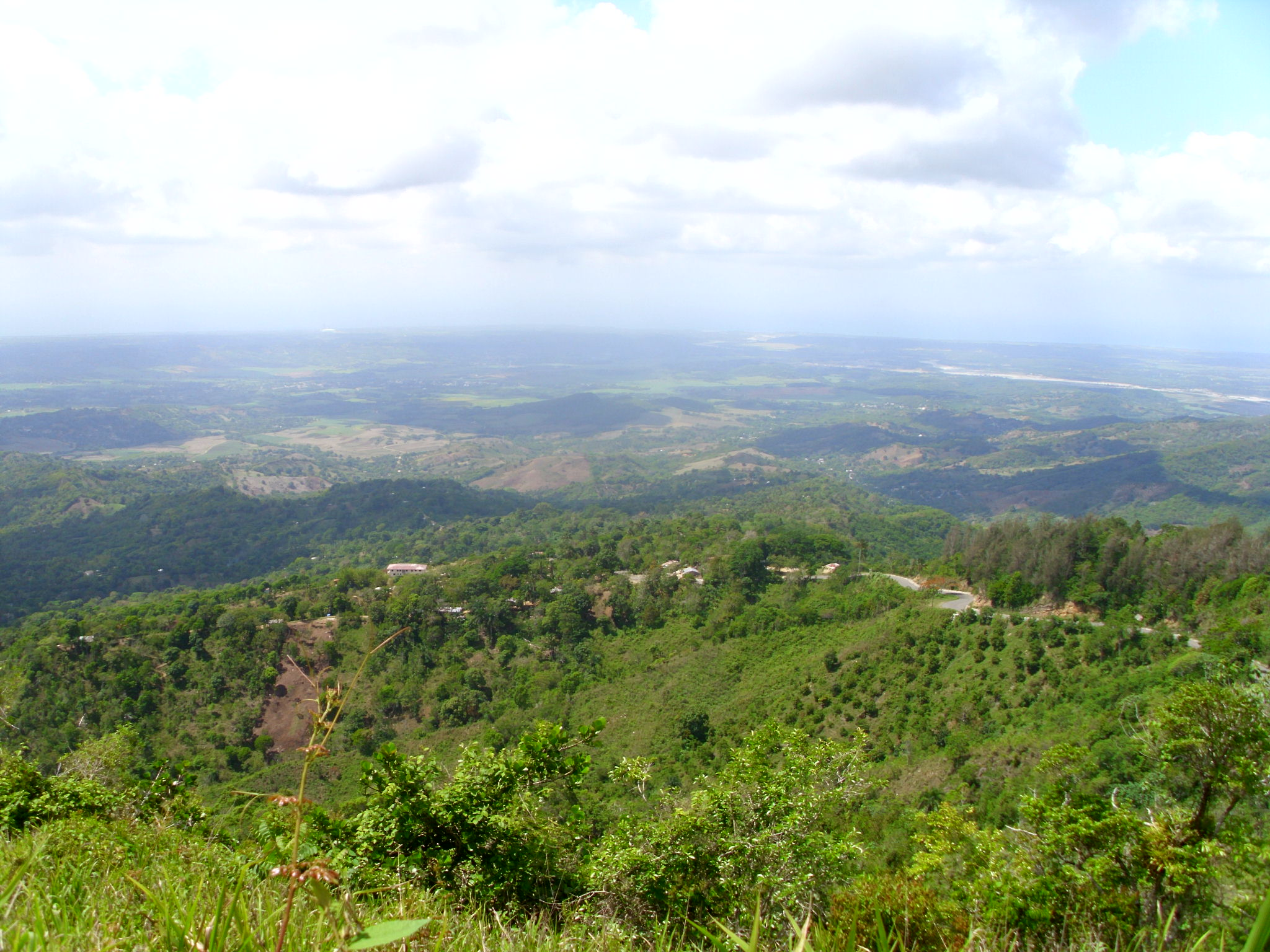
Uitzicht naar Caraïbische zee
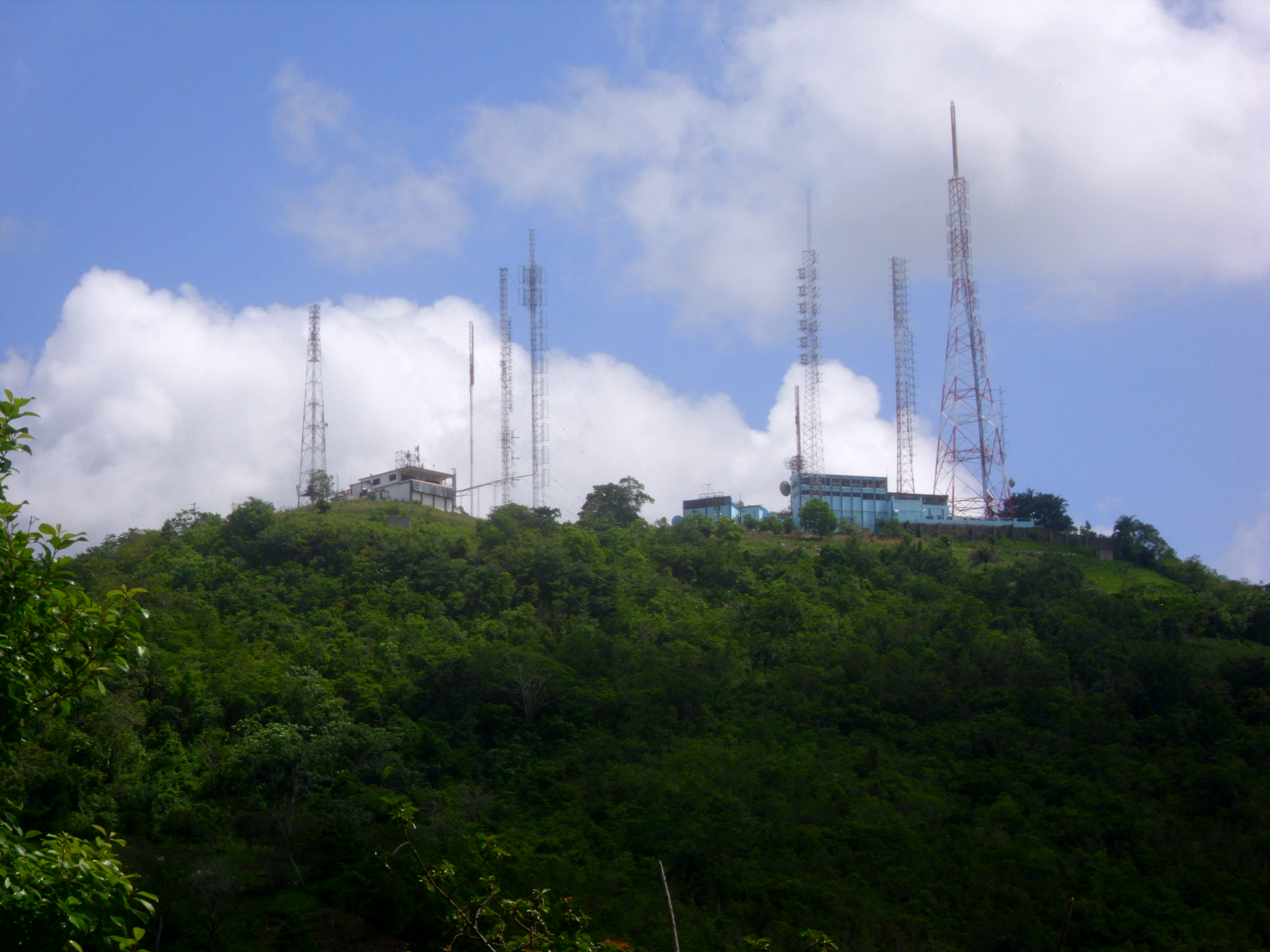
Gebouwen en antennes rond het fort
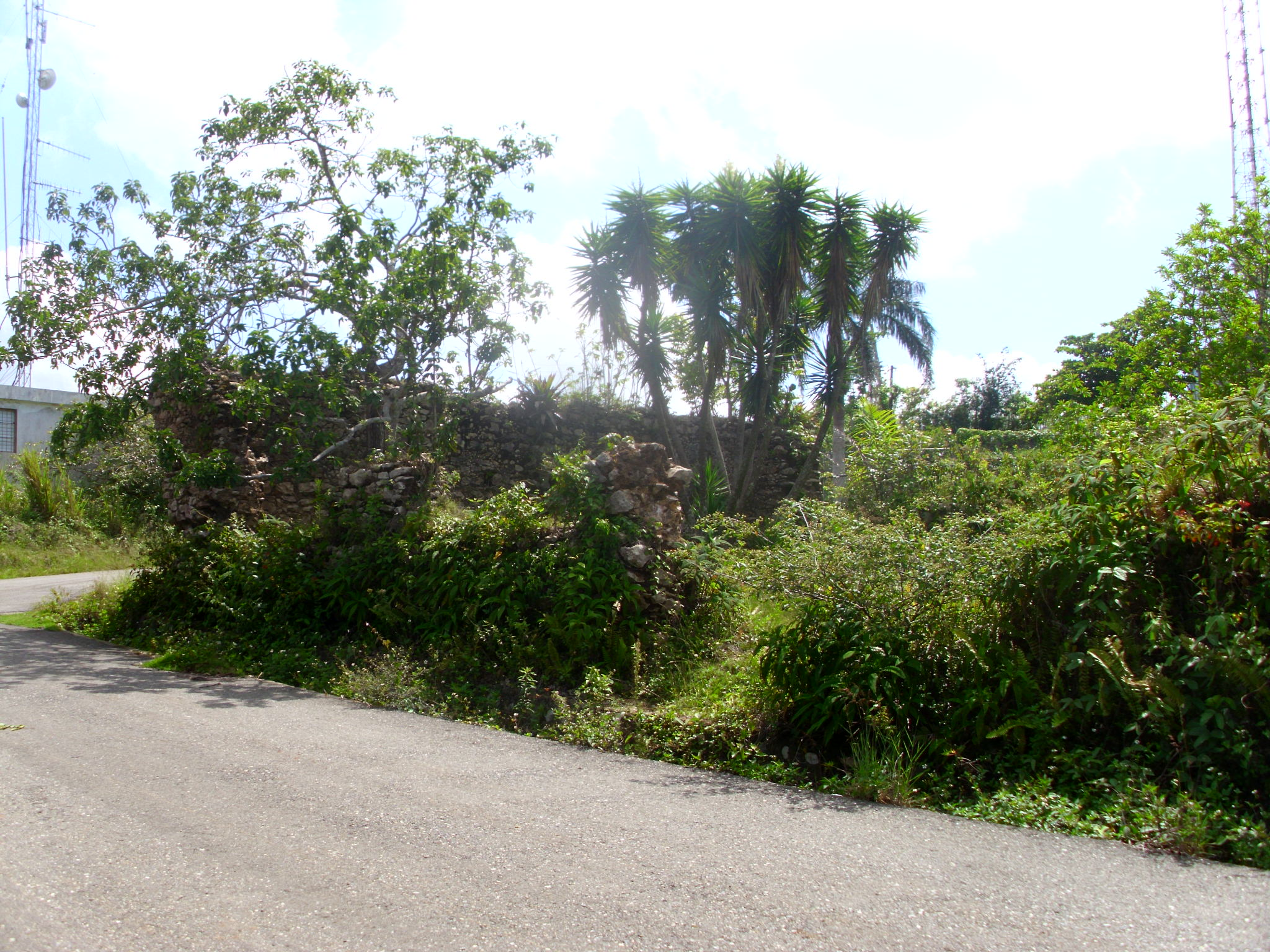
De poort